# Machiko Soga
Machiko Soga (曽我 町子) (Hachioji, 18 de março de 1938 – Kunitachi, 7 de maio de 2006) foi uma atriz e dubladora japonesa, que esteve presente em várias séries tokusatsu, aonde quase sempre interpretava vilãs. Tornou-se ainda mais conhecida pela adaptação americana de Zyuranger, os Mighty Morphin Power Rangers onde interpretou a feiticeira intergaláctica "Rita Repulsa" (bruxa Bandora no original).
A atriz foi homenageada em Power Rangers Força Mística no último episódio onde foi a mãe mística livre de toda maldade.
Veio a falecer no dia 7 de maio de 2006, vítima de câncer no pâncreas,[carece de fontes?] aos 68 anos.

## Lista de trabalhos
- Death Mask Kaijin em Battle Fever J (ep.3) - 1979
- Rainha Hedrian em Denshi Sentai Denjiman e Taiyou Sentai Sun Vulcan 1980-1981
- Honey Manda Uchuu Keiji Gyaban (Double Girl, ep. 21) - 1982
- Shinigami Beast Uchuu Keiji Sharivan (ep. 22) - 1983
- Ballboy (voz) em Machineman - 1984
- Rainha Pandora em Spielvan (1986-1987, 44 episódios)
  - Desponda (via cenas de Jikuu Senshi Spielban) em VR Troopers (1996)
- Allabass a mãe do Barrabas (ep.30) em Maskman - 1987
- Aracnin Morgana em Jiraya - 1988
- Bruxa Bandora em Zyuranger - 1992
- Magiel em Magiranger - 2005
- Rita Repulsa em Power Rangers - 1993
- Magiel em Mahou Sentai Magiranger (2006, episódios: 48 e 49) 
  - Mãe Mística (via cenas originárias de Mahou Sentai Magiranger) em Power Rangers: Mystic Force (2006, episódios: 31 e 32)